# Oh My My
«Oh My My» es un sencillo de Ringo Starr del año 1974, extraído de su disco solista Ringo y que cuenta con coros de Merry Clayton y Martha Reeves. Alcanzó el puesto número 5 del Billboard Hot 100 por lo que lo convierte en una de las canciones más exitosas de Ringo. La canción fue coescrita por Starr (acreditado por su verdadero nombre, Richard Starkey) y Vini Poncia, un frecuente coescritor de Ringo, que más tarde llegaría a producir la banda de rock Kiss.
Después de muchas peticiones públicas, Starr finalmente interpretó «Oh My My» con la All-Starr Band por primera vez en 34 años.[cita requerida]
La canción fue hecha por Ike & Tina Turner, que se realiza en un episodio de Soul Train de 1974.
«Oh My My» no está relacionada con una canción anterior, del mismo nombre, de The Monkees, que apareció en 1970 en su álbum Changes.